# Tombuctu (região)
Tombuctu (em francês: Tombouctou) ou Timbuctu (Timbuktu) é uma região do Mali. Sua capital é a cidade de Tombuctu.

## Circunscrições

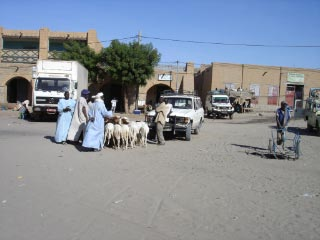
Rua em Timbuktu

|  | - Diré - Gundam - Gurma-Rarus - Niafunké - Tombuctu |